# Priscila Heldes
Priscila Oliveira Heldes est une joueuse brésilienne de volley-ball née le 27 mars 1992 à Belo Horizonte. Elle mesure 1,76 m et joue au poste de passeuse. 

## Clubs
| Club                     | De        | À         |
| ------------------------ | --------- | --------- |
| Mackenzie Esporte Clube  | 2007-2008 | 2011-2012 |
| Campinas Voleibol Clube  | 2012-2013 | 2013-2014 |
| Brasília Vôlei           | 2014-2015 | 2014-2015 |
| Sesi-SP                  | 2015-2016 | 2015-2016 |
| Fluminense Football Club | 2016-2017 | 2016-2017 |
| Sesi-SP                  | 2017-2018 | 2017-2018 |
| Vôlei Balneário Camboriú | 2018-2019 | 2018-2019 |
| Osasco Voleibol Clube    | 2019-2020 | 2019-2020 |
| Minas Tênis Clube        | 2020-2021 | …         |

## Palmarès

### Équipe nationale
- Championnat du monde des moins de 18 ans
  - Vainqueur : 2009.
- Championnat d'Amérique du Sud  des moins de 20 ans
  - Vainqueur : 2010.
- Championnat du monde des moins de 20 ans
  - Finaliste : 2011.

### Distinctions individuelles
- Championnat d'Amérique du Sud féminin de volley-ball des moins de 20 ans 2010:Meilleure passeuse.